# Staufenstraße 25 (Mönchengladbach)

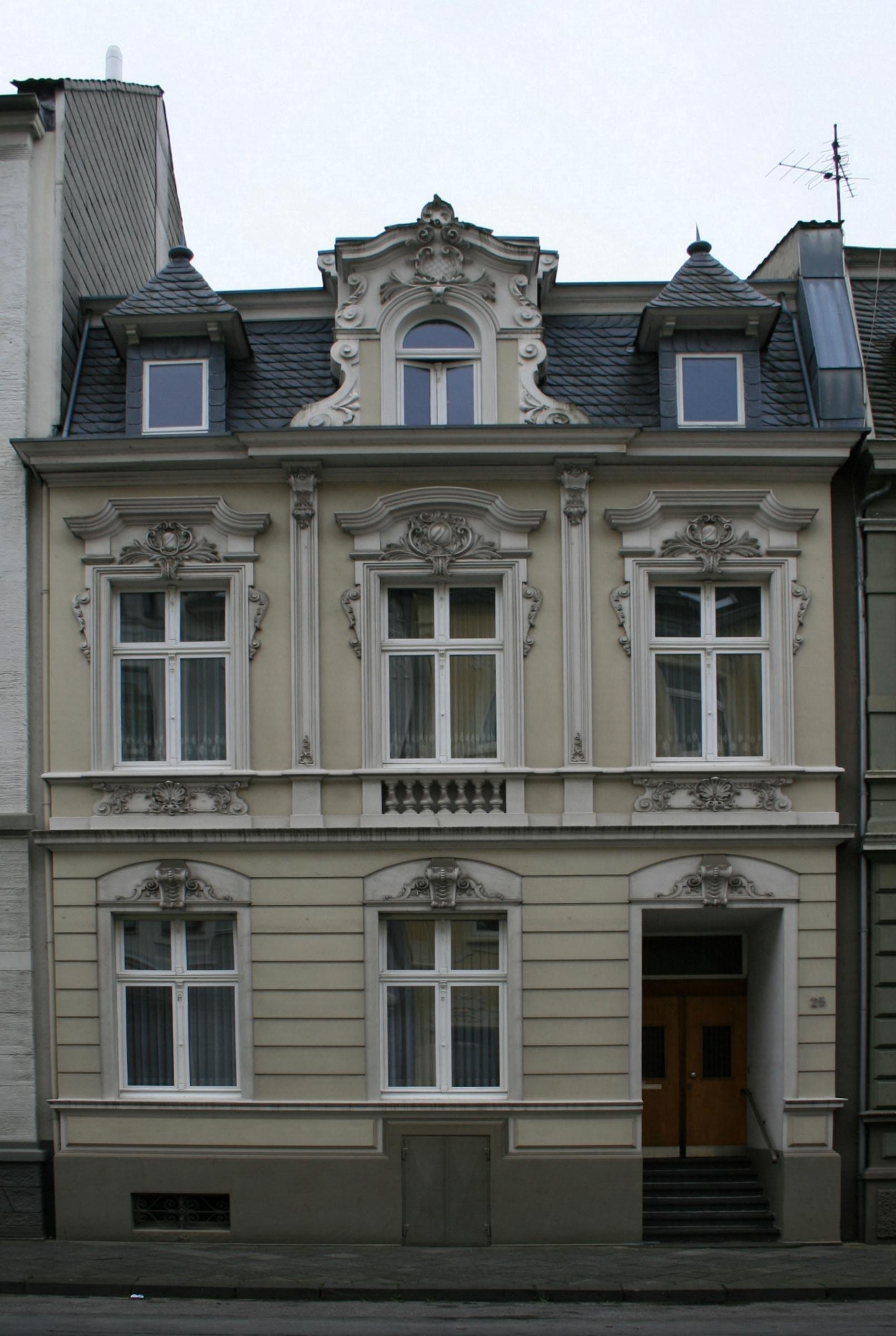
Wohnhaus (2010)

Das Wohnhaus Staufenstraße 25 steht in Mönchengladbach (Nordrhein-Westfalen).
Das Gebäude wurde 1896/97 erbaut und unter Nr. St 036 am 10. September 1996 in die Denkmalliste der Stadt Mönchengladbach eingetragen.

## Lage
Die Staufenstraße liegt im nördlichen Stadterweiterungsgebiet. Hier liegt das Gebäude auf der südlichen Straßenseite. Das Objekt ist eingebunden in eine geschlossene Gruppe sieben zeitgleicher Wohnhäuser. 

## Architektur
Ein zweigeschossiger Putzbau von drei Achsen unter modifiziertem Mansard-/Satteldach. Die Unterschutzstellung erfolgt aus städtebaulichen und architekturhistorischen Gründen.